# Filippo Casagrande
Filippo Casagrande (Florencia, Toscana, 28 de julio de 1973) fue un ciclista italiano que fue profesional entre 1995 y 2002. De su carrera profesional destacan la etapa del Giro de Italia y una de la Tirreno-Adriático. 
Sus hermanos Francesco y Stefano también fueron ciclistas.

## Palmarés
- 1994

1º en el Gran Premio Industria y Commercio Artigianato Carnaghese
1º en el Giro de los Abruzzos
- 1995

Vencedor de una etapa del Giro de Italia
- 1996

1º en la Monte Carlo-Alassio
1º en la Coppa Agostoni
Vencedor de una etapa de la Tirreno-Adriático
Vencedor de 3 etapas de la Regio-Tour
Vencedor de 2 etapas en el Trofeo Dello Stretto

## Resultados en Grandes Vueltas
| Carrera         | 1995 | 1996 | 1997 | 1998 | 1999 | 2000 |
| --------------- | ---- | ---- | ---- | ---- | ---- | ---- |
| Giro de Italia  | Ab.  | 87.º | Ab.  | 71.º | 54.º | 60.º |
| Tour de Francia | -    | -    | -    | -    | -    | Ab.  |
| Vuelta a España | -    | -    | -    | -    | -    | -    |